# 굴베네시

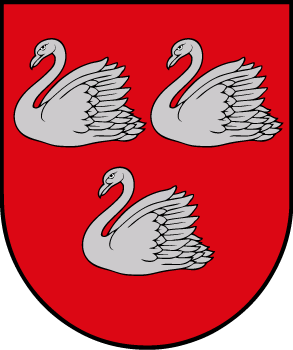
시 문장

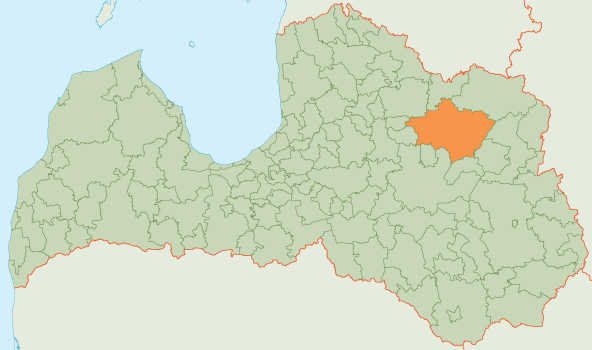
굴베네 시의 위치

굴베네시(라트비아어: Gulbenes novads)는 라트비아의 지방 자치체로 행정 중심지는 굴베네이며 면적은 1.876,1km2, 인구는 25,546명(2009년 기준), 인구 밀도는 14명/km2이다. 1개 도시, 13개 교구를 관할한다.